# Homophyton verrucosum
Homophyton verrucosum is een zachte koraalsoort uit de familie Anthothelidae. De koraalsoort komt uit het geslacht Homophyton. Homophyton verrucosum werd in 1861 voor het eerst wetenschappelijk beschreven door Möbius. 